# Acithespis gigas
Acithespis gigas är en bönsyrseart som beskrevs av Giglio-tos 1916. Acithespis gigas ingår i släktet Acithespis och familjen Mantidae. Inga underarter finns listade i Catalogue of Life.